# Mahjongg
Mahjongg is een indierockband opgericht in 2005, met zeven bandleden afkomstig uit Canada. De muziek kenmerkt zich door polyritmische drumpatronen, psychedelica en is qua stijl verwant aan de muziek van genre-genoten als Liars, Yeasayer, Vampire Weekend, These are Powers en Health. De drummer van These are Poweres nam hun eerste ep op. De eerste ep en cd werden zelf uitgegeven, met het uitbrengen van hun tweede album op K Records krijgt de band onder andere op Pitchfork Media toenemend aandacht en goede recensies.
De band trad in 2008 op op het toonaangevende Pitchfork Festival in Chicago en toert in 2008 door Europa.

## Discografie
- Machinegong (ep)
- Raydoncong 2005
- Kontpab (K Records, 2008)

#### Compilatie-bijdrage
- Subbacultcha! Fall 2008 - track 7 Tell the Police the Truth, artsubba001